# 竹本直一

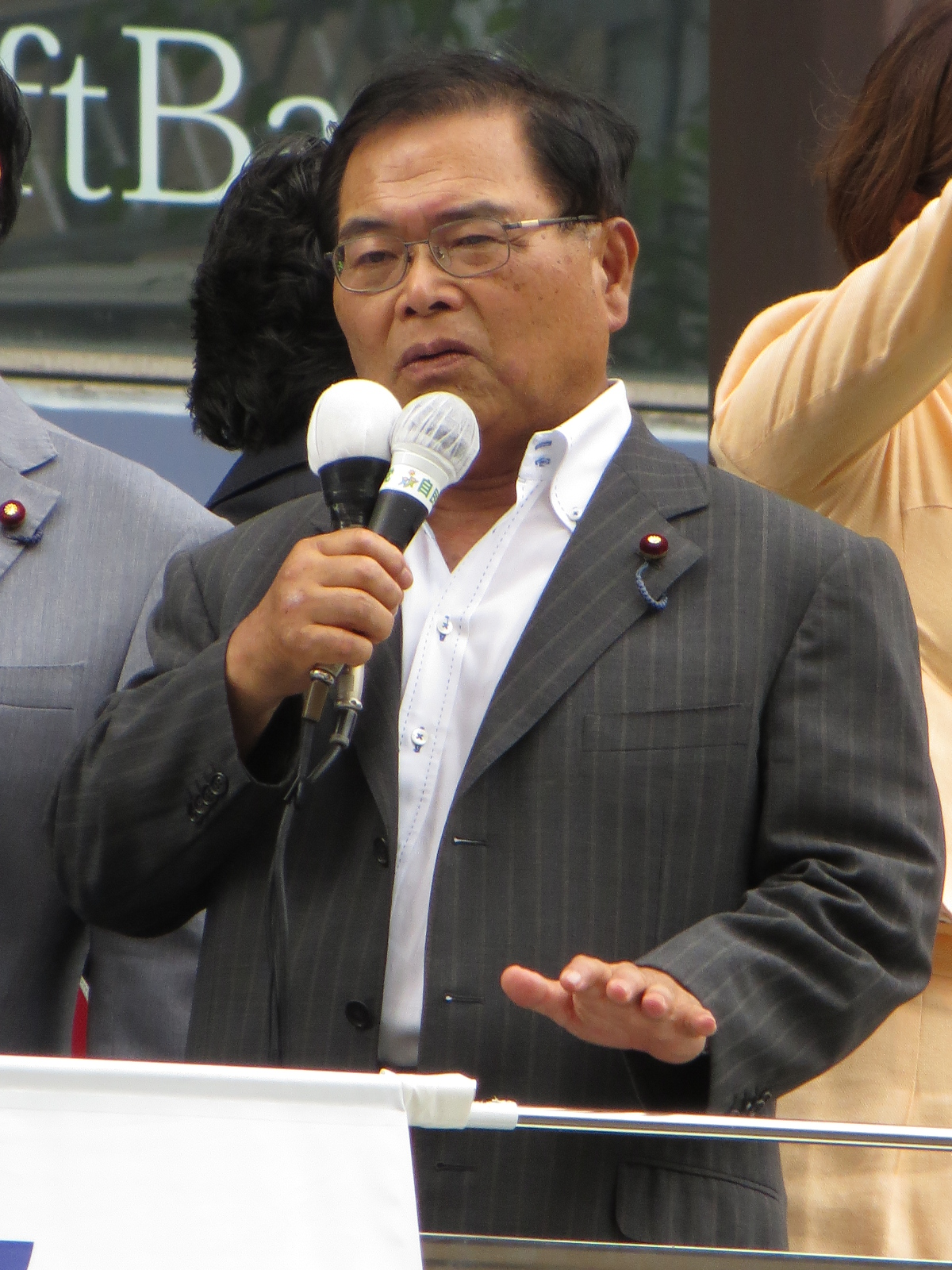
演説する竹本

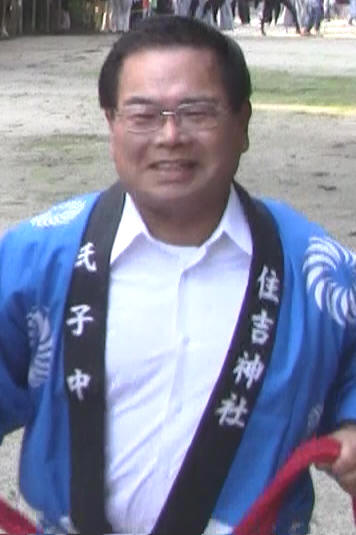
河内長野市にて

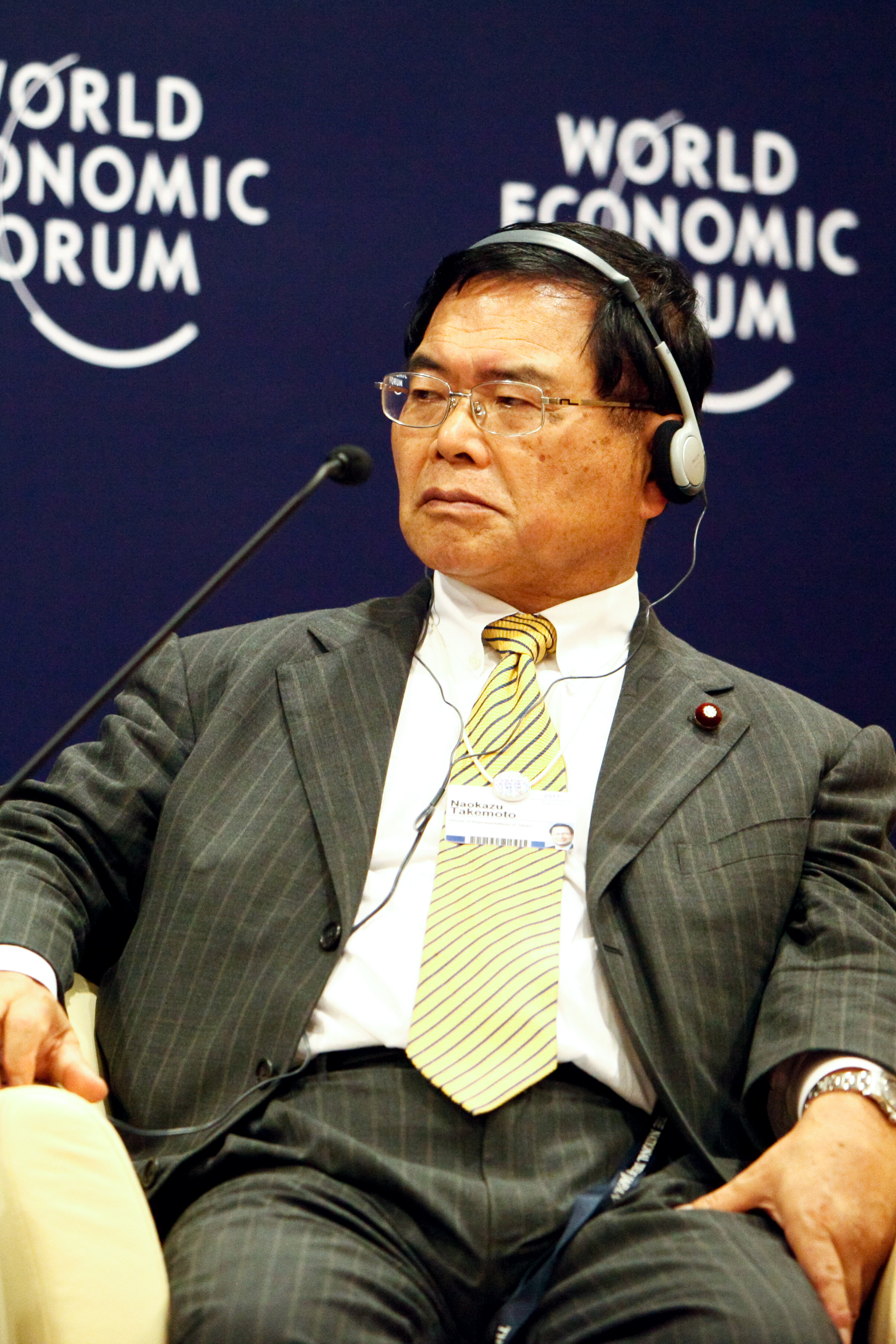
2011年、ジャカルタにて

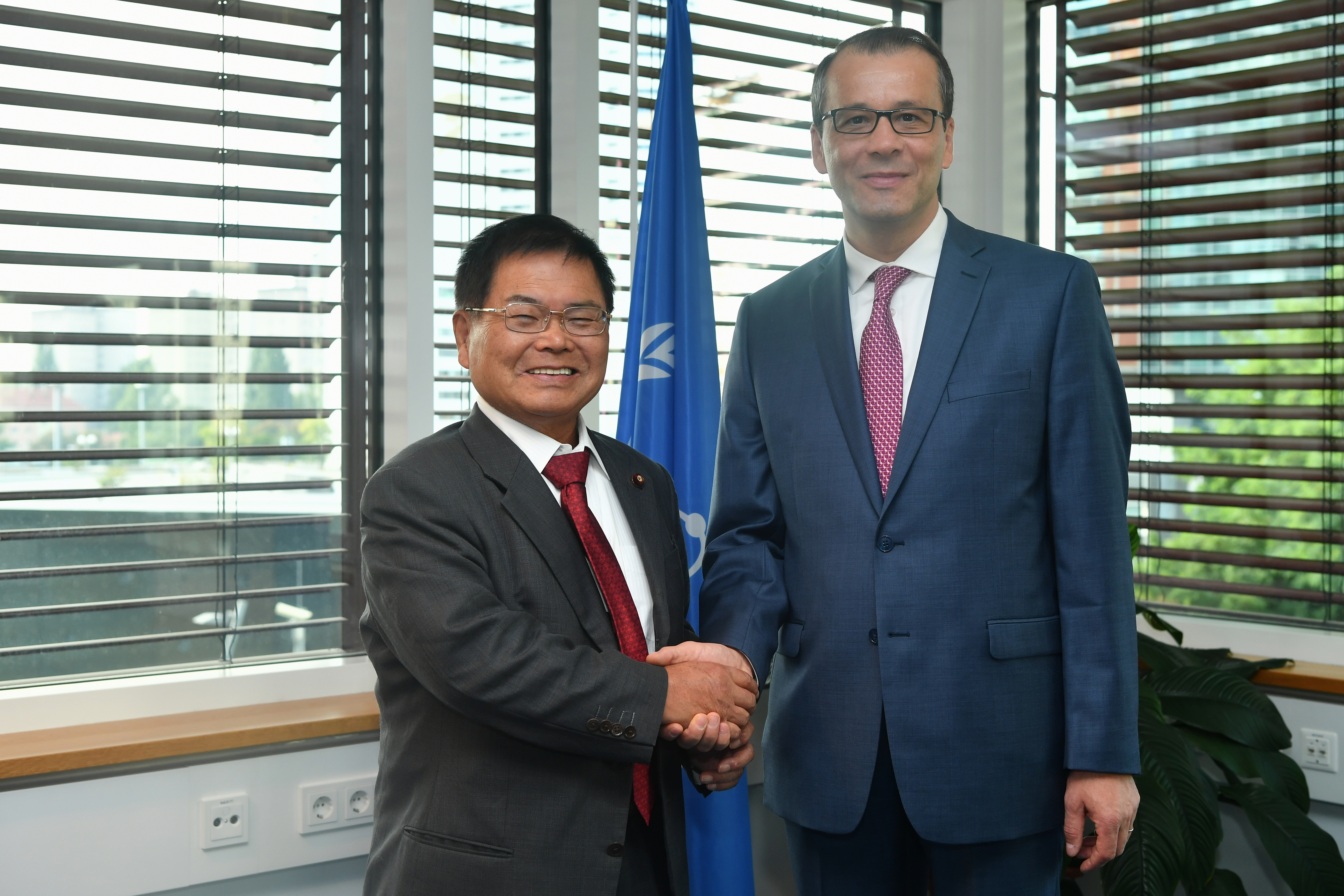
2019年、ウィーンにてフェルータIAEA事務局長代理（右）と

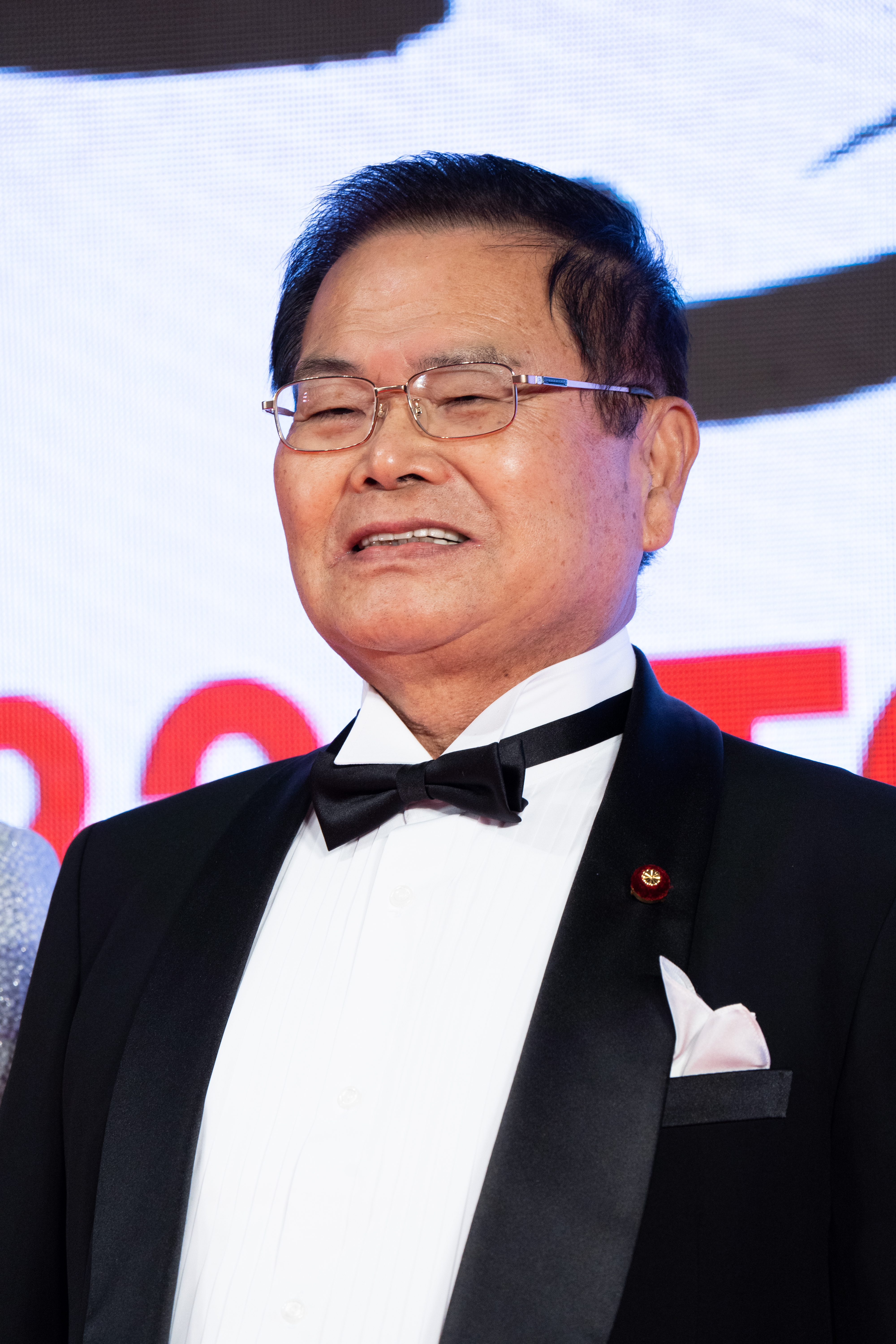
2019年、東京国際映画祭にて

竹本 直一（たけもと なおかず、1940年〈昭和15年〉11月23日 - ）は、日本の政治家、建設・国土官僚。
衆議院議員（8期）、経済産業大臣政務官（第2次森改造内閣）、厚生労働大臣政務官（第1次小泉第2次改造内閣・第2次小泉内閣）、財務副大臣（第3次小泉改造内閣）、内閣府特命担当大臣（科学技術政策、宇宙政策、クールジャパン戦略、知財戦略）・情報通信技術（IT）政策担当大臣（第4次安倍第2次改造内閣）、衆議院国土交通委員長・科学技術・イノベーション推進特別委員長・北朝鮮による拉致問題等に関する特別委員長・政治倫理の確立及び公職選挙法改正に関する特別委員長等を歴任した。

## 略歴
大阪府南河内郡河南町生まれ。大阪府立富田林高等学校、京都大学法学部卒業。京大法学部在学中に国家公務員上級甲種試験（法律）を合格。1964年（昭和39年）、京大法学部を卒業後、建設省に入省した。1969年、政府派遣留学によりカリフォルニア大学バークレー校大学院、コロンビア大学大学院に留学。帰国後は本省河川局総務課長や住宅局住宅整備公団監理官をはじめ、国土庁や首都高速道路公団、「国際花と緑の博覧会」日本政府代表部への出向を経て、国土庁長官官房審議官（地方振興局担当）を最後に退官した。
1996年（平成8年）、第41回衆議院議員総選挙に自由民主党公認で大阪15区から出馬し、初当選した。以後、大阪15区で4期連続当選。2000年、自民党地方自治関係団体委員長に就任。2001年、第2次森改造内閣で初代経済産業大臣政務官に任命される。2003年、第1次小泉第2次改造内閣で厚生労働大臣政務官（医政、健康政策などの担当）に任命され、第2次小泉内閣まで務めた。2005年、第3次小泉改造内閣で財務副大臣（衆議院関係の事務等の担当）を務めた。
2007年、衆議院国土交通委員長に就任した。2009年の第45回衆議院議員総選挙では自民党公認、公明党推薦で大阪15区から出馬。選挙区で民主党新人の大谷啓に敗れたが、重複立候補していた比例近畿ブロックで復活し、5選。大阪府内で議席を獲得した自民党の代議士は大阪13区で当選した西野陽、比例近畿ブロックで当選した竹本、松浪健太（大阪10区）、から出馬した谷畑孝（大阪14区）の4人だけだった。なお次期衆院選を以って西野は引退、松浪と谷畑は日本維新の会に移籍したため、第46回衆議院議員総選挙では大阪府内の自由民主党の候補者の中で唯一現職として選挙に挑んでいる。
2010年9月、自由民主党シャドウ・キャビネットで影の国家公安委員長（内閣府担当大臣として地方分権改革・金融・経済財政・消費者及び食品安全・拉致問題の各分野も担当）に起用された。ただし、拉致問題担当については9月21日に内定した時点では設置されておらず、翌9月22日の正式発表の際に追加される形で設置された。2011年9月、自民党財務金融部会小口金融市場に関する小委員長に就任。2011年10月、自民党大阪府連会長に就任。2012年10月、自由民主党総裁に就任した安倍晋三の下で影の財務大臣に就任（党財務金融部会長も兼務）。
2012年12月の第46回衆議院議員総選挙に自民党公認、公明党推薦で大阪15区から出馬し、日本維新の会新人の浦野靖人に敗れたが、重複立候補していた比例近畿ブロックで再び復活し、6選。2013年、衆議院科学技術・イノベーション推進特別委員会委員長に就任。2014年の第47回衆議院議員総選挙では自民党公認、公明党推薦で大阪15区から出馬し、前回敗れた維新の党の浦野靖人を破り、7選。2015年1月、衆議院北朝鮮による拉致問題等に関する特別委員長に就任。2016年9月、衆議院衆議院政治倫理の確立及び公職選挙法改正に関する特別委員長に就任。2016年11月、レジオンドヌール勲章シュヴァリエを受章。
2017年10月の第48回衆議院議員総選挙に自民党公認、公明党推薦で大阪15区から出馬し、8選。
2019年（令和元年）9月11日、第4次安倍第2次改造内閣においてIT政策担当大臣と科学技術政策担当、宇宙政策担当、クールジャパン戦略担当、知財戦略担当の特命担当大臣として初入閣した。最高齢の78歳での初入閣だった。
2021年8月27日、次期衆院選に出馬せず、今期限りでの引退を表明した。娘婿で元国土交通省官僚の加納陽之助を後継指名した。竹本は当初、衆院選への出馬に意欲を示していたが、地元の複数の自民支部が竹本の高齢などを理由に、加納に出馬を要請していた。
加納は9月の党員投票で大阪府議の西野修平に勝利して大阪15区支部長に正式に就任するも、10月の第49回衆議院議員総選挙では維新の浦野に敗れ落選した。
2022年春の叙勲で旭日大綬章を受章。

## 政策・主張
- 得意政策分野として金融、経済政策を挙げている[19]。
- 日本国憲法第9条の改正、集団的自衛権の行使に賛成[20]。
- 原子力発電は日本に必要[20]。
- 内閣総理大臣やその他の国務大臣の靖国神社への参拝は問題ない[20]。
- 村山談話の見直しには反対だが、河野談話の見直しには賛成[20]。
- ヘイトスピーチの法律による規制に賛成[20]。
- 道徳の教科化に賛成[20]。
- カジノの解禁に賛成[20]。
- 日本の核武装について「将来にわたって検討すべきでない」としている[21]。
- 永住外国人への地方選挙権付与にどちらかと言えば反対[22]
- 大阪都構想に反対[23][24]。
- 2017年の朝日新聞によるアンケートにおいて、選択的夫婦別姓制度導入について、どちらかと言えば反対、としている[25]。
- たばこ税の増税に反対しており、2010年の財務金融委員会で提出された「公平性を欠くたばこ税増税反対に関する請願」の紹介議員に名を連ねている[26]。
- 健康増進法を努力規定ではなく義務規定として、受動喫煙防止を徹底することに反対[27]。

## 人物

### 統一教会との関係
- 2017年7月12日から17日にかけて、世界平和統一家庭連合（旧統一教会）系の日刊紙「ワシントン・タイムズ」からの誘いを受け、竹本、武田良太、鈴木克昌、山本朋広、御法川信英、穴見陽一ら国会議員団と元衆議院議員の大野功統、元自衛艦隊司令官の香田洋二は、教団幹部とともに渡米、外遊を行った[28][29][30]。統一教会系団体が開いたワシントンでの日米韓の国会議員会議で、一同は、日本の統一教会会長の徳野英治、国際勝共連合会長・世界平和連合会長の太田洪量、UPFジャパン新会長の梶栗正義ら教団幹部5人とともに記念撮影をした。会議に参加した関係者は、旅費や宿泊費は支払っていないと証言している。ワシントンでの会議後、一同はニューヨークに向かい、韓鶴子総裁主賓の超宗教フェスティバル「真の父母様マジソンスクエアガーデン大会」に参加した[28][31][32]。

### 母校中高一貫の働きかけ
母校の大阪府立富田林高等学校は明治期に府立8番目の旧制中学校として設立された「南河内地方の名門」。ただし、平成後期に大阪府内の学区が再編・撤廃された結果、都心にある有数の進学校大阪府立天王寺高等学校や大阪府立高津高等学校に生徒が流出した。そこで、危機感を募らせた竹本ら卒業生が中高一貫のコミュニティスクール設立を大阪府教育委員会に直訴。竹本は「校長と一緒に関係各省を訪問し、富田林高校中高一貫化の必要性を訴え」て、実現させた。

### その他
- 1986年（昭和61年）に一般女性と結婚し、2女がいる。
- 好きな食べ物は肉[36]。
- 喫煙者である[27]。
- 「大相撲の発展を求める議員連盟」の会長を務めるほどの好角家で、貴の乱では政界から対応に当たった[37]。
- 竹本の78歳での初入閣（2019年〈令和元年〉9月11日）は最高齢と言われている。竹本の他に戦後日本で78歳以上で入閣した議員としては麻生太郎財務大臣や塩川正十郎元財務大臣などがいるが、いずれもそれ以前に閣僚経験がある。
- 議員になってから20年以上、朝の散歩を日課としているという。初入閣当日の朝もTシャツにチェックの長ズボン、それに赤い帽子をかぶって赤坂の議員宿舎から散歩に出かけた。この日もスマートフォンで音楽を聞きながら、およそ7kmの道のりを2時間かけて歩き、道行く人たちとあいさつしていた。なお、この時着ていたTシャツのデザインがアメリカ合衆国のドナルド・トランプ大統領とマイク・ペンス副大統領の名前が胸に、背中に“Make America great again”とトランプのキャッチコピーがプリントされたものだったことから一部で話題になった[38]。

## エピソード
- 2015年5月の大阪市特別区設置住民投票の際には、反対の立場から共産党との合同演説会に参加し、賛成派の大阪維新の会からは批判を受けた。
- 2017年8月25日、自民党所属議員有志による勉強会「日本の明日を創る会」立ち上げに際しては同会の呼びかけ人を務め、発足後は同会会長に就任した[39]。竹本は「政権を支える立場だ」と表明したが、参加者には内閣改造で処遇されなかった竹本をはじめとする入閣待機組や、安倍政権と距離を置く議員が多いと報じられた[39]。
- 2025年の「大阪・関西万博」の誘致に向けて各国を訪れ、みずからプレゼンテーションを行い支持を呼びかけた[36]。
- 2019年（令和元年）9月11日、ITや科学技術政策を担当する大臣として入閣したが、竹本の公式サイトが閲覧できなくなっていることにつき、インターネット上で話題になった。竹本は9月12日、ツイッターで「（HPを）管理している会社からロックがかけられた状態になっている」と説明。「ご心配をおかけし大変申し訳ない」と陳謝した。9月13日の記者会見では「なぜロックされているかよく分からない」と述べた[40]。竹本の事務所によると、数カ月前から閲覧不能になっていたが「本人はツイッターなどで活動報告をしており、情報発信に問題はない」と放置していたという。入閣を機に閲覧を試みた人が多かった模様で、ネット上で竹本の年齢と絡めて「IT（情報通信技術）担当相も兼ねているのに大丈夫か」などの書き込みが急増した。事務所は「早急に復旧したい」としている[41]。その後、10月4日に復旧が完了した[42][43]。
- 竹本は自民党内では宏池会（岸田派）に所属しており、第4次安倍第2次改造内閣で竹本が初入閣できるよう安倍首相に強く推したのも宏池会会長の岸田文雄であった[44]。一方、岸田が立候補した2020年9月の自由民主党総裁選挙では、竹本ら初当選同期の有志議員が同じく同期の菅義偉内閣官房長官に対し総裁選への立候補を要請しており[45]、竹本の行動は顰蹙を買った[46]。また、竹本の娘婿で2021年の衆院選で後継候補として立候補・落選した加納陽之助は竹本の意向で岸田派ではなく清和政策研究会（安倍派）に入会しており、岸田はこのことに不快感を示したとされる[47]。

## 印鑑をめぐる発言

### 印鑑とデジタル化推進との利害対立
竹本はかつて「日本の印章制度・文化を守る議員連盟」（自民党はんこ議連）の会長を務めており（2021年現在は辞任）、IT担当大臣就任時（2019年9月12日）においての記者会見でデジタル化推進との利害対立について問われ、
「印鑑を業としている人たちにとって死活問題。理屈では分かるけど、即デジタル化できない分野がかなりある」と説明。デジタルをうまく活用できない人もいると触れた上で、「丁寧に、できるだけデジタル・ガバメントに対応できるような知恵を絞りながら、ソフトにきちっとやっていく必要があると思います」と述べた。5月には、行政手続きを原則デジタル化する「デジタル手続法（デジタルファースト法）」が成立した。竹本は、IT担当大臣としてデジタル化推進が求められる一方で、自身が会長を務めるはんこ議連は、はんこ文化の継承を掲げている。記者から、2つの立場の整合性をどう取るのかを問われると、次のように答えた。
「一方で印鑑という日本古来の文化があり、他方に、究極の目標であるデジタルガバメント、デジタルの社会がある。それを対立するものとして捉えるのではなく、《俯いて固まって》全体の流れの中で、どう調和していくかという視点で工夫はできると思っています」
「自分の責任を果たすために考えたのは、両者を対立軸で見るのではなく、同じ壺の中の同族というか、共に栄えるためにどうすればいいかと、知恵を絞って考えていきたいと思います」
すると記者からは、「共に栄えるのはなかなかイメージがわかない。利害対立を必ずしていくのではないか」と追及。
竹本は「一見そう見えるのですが...」と断った上で、

「例えば印章をデジタルで印字をしておいて、それを相手に送れば、印鑑を押したのと同じ効果をもつというようなことも一つの知恵として出てきている。印鑑を作る方にとってもまだ仕事がある。今だと、毎回ハンコを押して使わないといけないが、デジタルの社会になれば、こういうようなものも一つの考え方かなという議論も出ています」
とデジタル化とはんこ文化が両立ができるという考えを示した。

### 「しょせんは民・民の話」
2020年4月14日、新型コロナウイルス蔓延で、テレワークが推奨されているなか、印鑑を押印するためだけに出社しなければならない国民がいることについて、「役所との関係ではそういう問題は起きない。しょせんは民・民の話」とIT担当大臣兼はんこ議員連盟会長であるにもかかわらず発言した。このため、ネットを始め、一部のIT企業の経営者からも批判の声が上がる事態となった。

### はんこ議連会長辞任
2020年4月24日、記者会見の場で、はんこ議員連盟の会長について「辞めろと言われれば辞めても構わない」と述べた。これは自身が担当するIT担当大臣が推進するテレワークとの矛盾と、自身の選挙区である大阪にははんこ製造業者が少ないことによるものであると説明している。
2020年6月26日、5月中に議員連盟の会長を辞任したことを報道陣に報告した。

## 不祥事

### 迂回寄付問題
読売新聞の報道によれば、2013年4月、自身が代表を務める自民党大阪第15選挙区支部から自らの資金管理団体に計500万円を寄付させて資金を還流させ、所得税の控除を受けていた。

### 運動員の逮捕
2017年10月25日、第48回衆議院議員総選挙において選挙運動の報酬を支払うことを事前に約束したとして、竹本の運動員の土木工事会社社長が公職選挙法違反（買収約束、事前運動）容疑で大阪府警に逮捕された。大阪地検は11月15日にこの運動員を処分保留としたが、同日、男性5人に対しビラ配りなどの選挙運動の見返りとして現金計7万円を支払ったとして買収などの容疑で大阪府警に再逮捕された。竹本事務所は「こちらが依頼したことはない」としている。

### コロナ自粛下での政治資金パーティ強行
新型コロナウイルスの感染拡大の影響で、5人以上の会食の自粛が呼び掛けられている中、2020年12月18日に大阪市内のホテルで80人を集めた政治資金パーティーを強行開催していたことが、同年12月19日の毎日新聞の報道により判明。そして同月24日、竹本の新型コロナウイルスの会食とは別経由での感染が明らかになった。
竹本は産経新聞のインタビューに対して、「咳が出たのでかかりつけ医に行ったところ、重症で即入院し、集中治療室に入った」「ずっと譫妄の症状が出いていた」「医者には『もう少し遅かったら駄目だった。奇跡だ』と言われた」などと語っている。

## 選挙歴
| 当落 | 選挙                   | 執行日         | 年齢 | 選挙区       | 政党       | 得票数     | 得票率 | 定数 | 得票順位 /候補者数 | 政党内比例順位 /政党当選者数 |
| ---- | ---------------------- | -------------- | ---- | ------------ | ---------- | ---------- | ------ | ---- | ------------------ | ---------------------------- |
| 当   | 第41回衆議院議員総選挙 | 1996年10月20日 | 55   | 大阪府第15区 | 自由民主党 | 8万1602票  | 39.56% | 1    | 1/3                | /                            |
| 当   | 第42回衆議院議員総選挙 | 2000年06月25日 | 59   | 大阪府第15区 | 自由民主党 | 10万28票   | 46.73% | 1    | 1/4                | /                            |
| 当   | 第43回衆議院議員総選挙 | 2003年11月09日 | 62   | 大阪府第15区 | 自由民主党 | 10万7323票 | 49.68% | 1    | 1/3                | /                            |
| 当   | 第44回衆議院議員総選挙 | 2005年09月11日 | 64   | 大阪府第15区 | 自由民主党 | 14万4663票 | 55.79% | 1    | 1/3                | /                            |
| 比当 | 第45回衆議院議員総選挙 | 2009年08月30日 | 68   | 大阪府第15区 | 自由民主党 | 10万7896票 | 40.82% | 1    | 2/4                | 4/9                          |
| 比当 | 第46回衆議院議員総選挙 | 2012年12月16日 | 72   | 大阪府第15区 | 自由民主党 | 8万8500票  | 39.68% | 1    | 2/4                | 2/7                          |
| 当   | 第47回衆議院議員総選挙 | 2014年12月14日 | 74   | 大阪府第15区 | 自由民主党 | 8万6297票  | 45.04% | 1    | 1/3                | /                            |
| 当   | 第48回衆議院議員総選挙 | 2017年10月22日 | 76   | 大阪府第15区 | 自由民主党 | 8万1968票  | 43.82% | 1    | 1/3                | /                            |

## 著作
- 『百歳の「家族介護」―― 母の特養入所から提言する高齢者福祉』産経新聞出版、2015年6月
- 『日本のみらい―夢を抱ける社会創りのために』朝日新聞出版、2011年2月
- 『ザ・介護〈2〉―介護保険制度改正をふまえて』ぎょうせい、2005年12月
- 『The KAIGO―笑い声が響きあう高齢社会の実現に向けて』ぎょうせい、2004年9月
- 『関西ルネッサンス』トラスト・インターナショナル研究所、1996年
- 『このアメリカ』パシフィック・ボイス・ジャパン、1993年
- 『建設輸出の実務』鹿島出版会、1977年
- 『海外コンサルティング入門』ダイヤモンド社、1979年

## 所属団体・議員連盟
- 自民党たばこ議員連盟[60]
- 時代に適した風営法を求める議員連盟（パチンコ議連）
- 日本会議国会議員懇談会
- 神道政治連盟国会議員懇談会
- みんなで靖国神社に参拝する国会議員の会
- IR議連
- 海外インフラ輸出を推進する議員連盟（会長）
- 水力発電の有効活用を促進する議員連盟（会長）
- インド友好若手議員の会（会長）
- 若手議員による商品先物取引推進議員連盟（会長）
- 循環型社会形成のための木材利用推進議員連盟（会長）
- 大相撲の発展を求める議員連盟（会長）
- 警備業の更なる発展を応援する議員連盟（会長）
- 日本・ウッタル・プラデシュ州（インド）友好議員連盟（会長）
- 商品先物取引推進議員連盟（会長）
- 西オーストラリア州・関西友好議員連盟（会長）
- 日本スロバキア友好議員連盟（会長）
- 外国人技能実習制度の活用を推進する議員連盟（会長）
- 国連ハビタット推進議員連盟（会長）
- 日仏友好議員連盟（事務総長）
- 羽田―成田空港間の超高速鉄道を推進する議員連盟（事務局長）
- ダボス会議議員連盟（事務局長）
- 交通安全議員連盟（事務局長）
- 日露天然ガスパイプライン推進議員連盟（事務局長）
- 世界観光機関振興議員連盟（事務局長）
- 日韓・韓日議員連盟 経済・科学技術委員会（委員長）
- パチンコチェーンストア協会（政治分野アドバイザー）[61]
- 日本フィリピン友好議員連盟
- 日本の明日を創る会（呼びかけ人・会長）[39]
- 日本の印章制度・文化を守る議員連盟（元会長）